# Change (Saona i Loara)
Change – miejscowość i gmina we Francji, w regionie Burgundia-Franche-Comté, w departamencie Saona i Loara.
Według danych na rok 1990 gminę zamieszkiwały 204 osoby, a gęstość zaludnienia wynosiła 31 osób/km² (wśród 2044 gmin Burgundii Change plasuje się na 707. miejscu pod względem liczby ludności, natomiast pod względem powierzchni na miejscu 1139.).